# Marcus Munatius Sulla Urbanus
Marcus Munatius Sulla Urbanus war ein römischer Politiker und Senator des 3. Jahrhunderts n. Chr.
Sulla Urbanus war im Jahr 234 zusammen mit dem späteren Kaiser Pupienus ordentlicher Konsul.
Während man im Kollegen des Sulla Urbanus schon immer den späteren Kaiser gesehen hat, war der Name des Sulla Urbanus lediglich fragmentarisch aus einer 1930 publizierten Ostienser Inschrift als [Su?]lla Urbanus bekannt. In den 2000er Jahren wurden zwei Militärdiplome publiziert, welche Marcus Munatius Urbanus als Konsul bezeugen. Daraus kann eindeutig geschlossen werden, dass der vollständige Name des Sulla Urbanus Marcus Munatius Sulla Urbanus lautete. Sulla Urbanus kann seither auch als ein Sohn des Marcus Munatius Sulla Cerialis, Konsul im Jahr 215, identifiziert werden, denn der zeitliche Abstand zwischen den Konsulaten legt es nahe, in beiden Vater und Sohn zu sehen.